# کریستیان گیرهاهر
کریستیان گیرهاهر (آلمانی: Christian Gerhaher؛ زادهٔ ۲۴ ژوئیهٔ ۱۹۶۹) خواننده باریتون و باس اپرا و همچنین خوانندهٔ لید اهل آلمان است. وی دانش‌آموختهٔ دانشگاه موسیقی و هنرهای نمایشی مونیخ و از شاگردان دیتریش فیشر-دیسکاو، الیزابت شوارتسکوپف و اینگه بورک است.

## گزیدۀ آلبوم‌ها
| سال  | عنوان                        | تهیه‌کننده   |
| ---- | ---------------------------- | ----------- |
| ۲۰۱۷ | برامس: ماگلونه زیبا          | سونی کلاسیک |
| ۲۰۱۷ | دبوسی: پلئاس و ملیزاند       | سونی کلاسیک |
| ۲۰۱۷ | شوبرت: مولر زیبا، دی۷۹۵      | سونی کلاسیک |
| ۲۰۱۸ | شومان: قطعه                  | سونی کلاسیک |
| ۲۰۲۲ | اوتمار شوک: سوگنامه، اُپوس ۳۶ | سونی کلاسیک |